# 누가 그의 죽음을 보았는가
누가 그의 죽음을 보았는가(Who Saw Him Die?, Ole Dole Doff)는 스웨덴에서 제작된 얀 트로엘 감독의 1968년 영화이다. 벵 에커로 등이 주연으로 출연하였고 Bengt Forslund 등이 제작에 참여하였다. 1968년 제18회 베를린 국제영화제에서 황금곰상을 받았다.

## 출연

### 주연
- 벵 에커로

### 조연
- 페르 오스카르손
- Kerstin Tidelius